# Budne, Șarhorod
Budne (în ucraineană Будне) este un sat în comuna Sloboda-Șarhorodska din raionul Șarhorod, regiunea Vinnița, Ucraina.

## Demografie
Componența lingvistică a localității Budne
     Ucraineană (99,33%)
     Alte limbi (0,67%)
Conform recensământului din 2001, majoritatea populației localității Budne era vorbitoare de ucraineană (99,33%), existând în minoritate și vorbitori de alte limbi.